# Piper francovilleanum
Piper francovilleanum är en pepparväxtart som beskrevs av C. Dc.. Piper francovilleanum ingår i släktet Piper och familjen pepparväxter. Inga underarter finns listade i Catalogue of Life.